# Nymphon mendosum
Nymphon mendosum is een zeespin uit de familie Nymphonidae. De soort behoort tot het geslacht Nymphon. Nymphon mendosum werd in 1907 voor het eerst wetenschappelijk beschreven door Hodgson. 